# Гифхорн
Гифхорн (њем. Gifhorn) град је у њемачкој савезној држави Доња Саксонија. Једно је од 41 општинског средишта округа Гифхорн. Према процјени из 2010. у граду је живјело 41.799 становника. Посједује регионалну шифру (AGS) 3151009.

## Географски и демографски подаци
Гифхорн се налази у савезној држави Доња Саксонија у округу Гифхорн. Град се налази на надморској висини од 50 – 68 метара. Површина општине износи 104,9 km². У самом граду је, према процјени из 2010. године, живјело 41.799 становника. Просјечна густина становништва износи 399 становника/km².

## Међународна сарадња
| Мјесто              | Држава               | Врста сарадње | Од    |
| ------------------- | -------------------- | ------------- | ----- |
| Дамфриз             | Уједињено Краљевство | партнерство   | 1994. |
|                     | Пољска               | партнерство   | 1993. |
| Гланфорд            | Уједињено Краљевство | партнерство   | 1989. |
| Корсуњ-Шевченкивски | Украјина             | партнерство   | 1989. |
|                     | Шведска              | контакт       | 1970. |
| Ксанти              | Грчка                | партнерство   | 1984. |
| Извор               |                      |               |       |